# RCDマジョルカ
- RCDマジョルカ
- RCDマヨルカ

RCDマジョルカ（RCD Mallorca）は、スペイン・バレアレス諸島州パルマ・デ・マヨルカに本拠地を置くサッカークラブ。バレアレス諸島に本拠地を置くサッカークラブの中でもっとも歴史が古い。プリメーラ・ディビシオン所属。フルネームでは、レアル・クルブ・デポルティーボ・マジョルカS.A.D.（スペイン語: Real Club Deportivo Mallorca, S.A.D., スペイン語: [reˈal ˈkluβ ðepoɾˈtiβo maˈʎoɾka], カタルーニャ語: Reial Club Deportiu Mallorca, [rəˈjal ˈklub dəpuɾˈtiw məˈʎɔɾkə]）となる。RCDマヨルカと表記されることもある。

## クラブ名
1916年の創設時はスペイン国王のアルフォンソ13世に因んでフンタ・ディレクティーバ・デル・アルフォンソ13世FBC(Junta Directiva del Alfonso XIII FBC)と命名されたが、1917年にはレアル・ソシエダ・アルフォンソ13世 (Real Sociedad Alfonso XIII)とクラブ名を変え、この名称は1931年に政治的な理由でクルブ・デポルティーボ・マジョルカ(Club Deportivo Mallorca)に改名するまで続いた。1949年には国王の庇護を受けてクラブ名にレアル(Real)の単語が冠され、現在のレアル・クルブ・デポルティーボ・マジョルカ（RCDマジョルカ）となった。

## 歴史
その歴史はバレアレス諸島のサッカークラブで最も古く、1916年にエンジニアのアドルフォ・バスケスによって設立された。最初期に使用したスタジアムはブエノス・アイレス(Buenos Aires)と呼ばれ、同年3月25日にFCバルセロナとの間で行われた落成試合は0-8で敗れた。1931年にリーガ・エスパニョーラに初参戦し、テルセーラ・ディビシオン（当時3部）でプレーした。1945年9月22日には新スタジアムのエス・フォルティが落成した。1959年にはセグンダ・ディビシオン（2部）に初昇格し、1年後の1959-60シーズン終了後にはプリメーラ・ディビシオン（1部）初昇格を決めた。1970年代半ばまではプリメーラ・ディビシオンとセグンダ・ディビシオンを行ったり来たりしたが、1970年代後半にはテルセーラ・ディビシオンやセグンダ・ディビシオンB（現3部）に低迷した。

### 1990年代と2000年代の黄金期
1990-91シーズン、マジョルカはベスト8でバレンシアCFを、準決勝でスポルティング・デ・ヒホンを下してアトレティコ・マドリードとのコパ・デル・レイ決勝に進出した。クラブとしては史上初めての決勝進出となったが、延長111分のアルフレド・サンタエレナの決勝ゴールによってタイトル獲得を逃した。
1997年、クラブの監督にまだ欧州での指導経験が皆無だったアルゼンチン人のエクトル・クーペルを招聘した。クーペルは前年にアルゼンチンのCAラヌースでコパCONMEBOL優勝を果たしていたことを買われての就任だった。就任1シーズン目のコパ・デル・レイでは、クラブ2度目となる決勝進出を果たしたものの、PK戦の末FCバルセロナの前に敗戦し、またもメジャータイトルに手が届かなかった。リーグ戦では好調を維持し続け、5位でフィニッシュした。また、コパ準優勝により出場権を得たスーペルコパ・デ・エスパーニャでは因縁の相手バルセロナに2戦合計3-2で勝利し、クラブ創設以降初めてとなるメジャータイトルを獲得した。翌1998-99シーズン、バルセロナがリーグ戦とカップ戦の2冠を達成した影響を受け、リーグ戦5位だったマジョルカにUEFAカップウィナーズカップ出場権が回ってきた。この大会では、KRCヘンクやチェルシーFCを下して決勝に進み、SSラツィオとの試合に臨んだ。7分にクリスティアン・ヴィエリのゴールで失点するも、直後の11分にダニ・ガルシアのゴールで試合を振り出しに戻した。同点のまま試合終了と思われた81分、ラツィオの中心選手だったパベル・ネドベドのゴールを許し、1-2で敗戦を喫した。しかし、この1998-99シーズンはクーペルがラヌースから連れてきたカルロス・ロアがサモラ賞を受賞したことや、クーペルが手がけた堅守がベースのチーム作りが功を奏し、史上最高成績となるリーグ戦3位という成績を収めた。1999-00シーズンはフェルナンド・バスケス新体制でスタートしたものの、リーグ戦10位でシーズンを終えるなどクーペル期ほどの成功は見られなかった。2000年5月27日、すでにラ・リーガでの実績があったルイス・アラゴネスを新監督に据えたマジョルカは、サミュエル・エトオなどの活躍もあってリーグ戦で史上最高となる勝ち点73を稼いで一昨シーズンと同じくリーグ戦3位に輝いた。しかし、シーズン終了後にアラゴネスは、セグンダに降格し低迷していた選手時代の古巣アトレティコ・マドリードに監督として復帰したため、マジョルカは13シーズンぶりに外国籍監督であるドイツ人のベルント・クラウスを招聘した。クラウスを迎えてのマジョルカだったが、リーグ序盤から勝ちきれない試合が多く、4月にトメウ・ジョンパール、シーズン終了後にグレゴリオ・マンサーノと監督交代が続く不安定な期間を送った。しかし、マンサーノはリーグ戦こそ不出来だったが、コパ・デル・レイでは優勝を飾った。2000年代後半はリーグ中位以下を彷徨うシーズンが10シーズン近く続き、2010年代を迎えた。また、この2000年代はクラブ初となる日本人プレーヤーが誕生した。2005年1月にセレッソ大阪からマジョルカにやって来た大久保嘉人である。デビュー戦は、当時ラ・リーガで上位争いをしていたデポルティーボ・ラ・コルーニャ相手だったが、デビュー戦にして1ゴール1アシストという強烈なインパクトを残した。しかし、デポルティーボ戦以降は、その試合で膝に負った怪我の影響もあり、満足いく結果を残せず、2005-06シーズン終了後に日本へ帰国した。

### 2010年代: 降格と復帰
2012-13シーズン、リーグ最終節のバジャドリード戦で4-2で勝利したものの、17位のセルタに勝ち点1及ばず、リーグ最終節にしておよそ17シーズンぶりのセグンダ・ディビシオン降格が決定した。セグンダ降格後のマジョルカは資金難に苦しんでおり、2015-16シーズンは満足いく補強が出来ずにいたため、セグンダ・ディビシオンB降格の危機が迫っていた。2016年1月6日、NBAに所属するフェニックス・サンズのオーナーでもあるユダヤ人実業家ロバート・サーヴァーがマジョルカの株式を購入し、正式にマジョルカのオーナーとなった。買い取り額は2000万ユーロと報じられ、株式保有者には元NBAプレーヤーでカナダ代表選手だったスティーブ・ナッシュらがいる。
2017年6月4日、リーグ戦1試合を残して1981年以来となるセグンダB降格が決定した。2017-18シーズン、新たにビセンテ・モレノを招聘したマジョルカはセグンダ昇格を賭けたプレーオフでCFラージョ・マハダオンダを下し、1シーズンでのセグンダ復帰を決めた。翌2018-19シーズンには続投したモレノ監督の下、躍進を続けて2部2位でシーズンを終えた。2位で終えたことでデポルティーボ・ラ・コルーニャとの昇格プレーオフに臨み、2戦合計3-2で2シーズン連続の昇格を成し遂げた。ラ・リーガ残留を目標に掲げて参戦した2019-20シーズンだったが、その願いも虚しくわずか1シーズンで再びセグンダへと降格した。

### 2020年代: 昇格と栄光の時代
2020-21シーズン、再びセグンダに降格したマジョルカはクラブの監督をルイス・ガルシアに据え、リーグ最終節にUDアルメリアがFCカルタヘナに敗れたことで1シーズンでのラ・リーガ復帰を成功させた。

## 日本との関わり
大久保嘉人、家長昭博、久保建英が以前所属していたなど日本人にとって馴染みが深く、2021年11月5日には日本語による公式Twitterが開設された。2022年には、Jリーグの清水エスパルスと業務提携を行った。
2024年7月6日には、ボーフムを退団した浅野拓磨の加入を発表した。これにより浅野はマジョルカ史上4人目の日本人選手となった。

## ユニフォームの変遷
| 1922-1933 | 1933-1968 | 1968-1969 | 1969-1976 | 1976-1977 | 1977-2012 | 2012-2013 | 2013- |

## タイトル

### 国内タイトル
- コパ・デル・レイ 優勝 : 1回

2002-03
- スーペルコパ・デ・エスパーニャ 優勝 : 1回

1998
- セグンダ・ディビシオン 優勝 : 2回

1959-60, 1964-65
- セグンダ・ディビシオンB 優勝 : 1回

1980-81

## 記録

### クラブ
- プリメーラ・ディビシオンでの最高位: 3位（1998-99、2000-01）
- プリメーラ・ディビシオンでの最大得点差勝利: 7–1（2008年3月9日、ホームでのレクレアティーボ・ウェルバ戦）
- プリメーラ・ディビシオンでの最大得点差敗北: 7–0（1988年2月7日、アウェーでのアトレティコ・マドリード戦）
- 試合開始からの最短得点: 22秒 -  ダニ・ガルシア（1999年2月21日、レアル・オビエド戦）
- 1シーズン最多得点: 61得点（2000-01シーズン）

### 個人
| #  | 選手                         | 試合 |
| -- | ---------------------------- | ---- |
| 1  | パコ・ソレール               | 419  |
| 2  | ミゲル・アンヘル・ナダル     | 348  |
| 3  | ハビエル・オライソラ         | 333  |
| 4  | ベルナト・サンス・ペレージョ | 309  |
| 5  | ラファエル・ガジャルド       | 304  |
| 6  | ドロ                         | 278  |
| 7  | ホアン・フォルテサ           | 277  |
| 8  | アンヘル・ペドラサ           | 272  |
| 9  | ジョゼ・アラウホ             | 258  |
| 10 | セバスティア・サンタンドレウ | 255  |

| #  | 選手                               | 得点 |
| -- | ---------------------------------- | ---- |
| 1  | フアン・モロ・アルベルティ         | 94   |
| 2  | ホアン・フォルテサ                 | 93   |
| 3  | ペドロ・ホフレ・アンティッチ       | 89   |
| 4  | アントニオ・プラーナス・ムンタネル | 84   |
| 5  | パブロ・ビダル・オリベル           | 78   |
| 6  | セバスティア・サンタンドレウ       | 72   |
| 7  | ゴラン・ミロイェヴィッチ           | 71   |
| 8  | サミュエル・エトオ                 | 70   |
| 9  | ミゲル・サンス・リゴ               | 68   |
| 10 | マヌエル・バルベルデ               | 58   |

個人賞
- サモラ賞 (1) : カルロス・ロア - 1998-99, 35試合29失点
- ピチーチ賞 (1) : ダニ・グイサ - 2007-08, 27得点
- サラ賞 (1) : ダニ・グイサ - 2007-08, 27得点

## 過去の成績
| シーズン | ディビジョン | 順位 | 国王杯 |
| -------- | ------------ | ---- | ------ |
| 1931-32  | テルセーラ   | 4位  |        |
| 1932-33  | 地域リーグ   | —    |        |
| 1933-34  | 地域リーグ   | —    |        |
| 1934-35  | 地域リーグ   | —    |        |
| 1935-36  | 地域リーグ   | —    |        |
| 1939-40  | セグンダ     | 7位  |        |
| 1940-41  | 地域リーグ   | —    |        |
| 1941-42  | 地域リーグ   | —    |        |
| 1942-43  | 地域リーグ   | —    |        |
| 1943-44  | テルセーラ   | 1位  |        |
| 1944-45  | セグンダ     | 11位 |        |
| 1945-46  | セグンダ     | 8位  |        |
| 1946-47  | セグンダ     | 5位  |        |
| 1947-48  | セグンダ     | 13位 |        |
| 1948-49  | テルセーラ   | 3位  |        |
| 1949-50  | セグンダ     | 11位 |        |
| 1950-51  | セグンダ     | 12位 |        |
| 1951-52  | セグンダ     | 6位  |        |
| 1952-53  | セグンダ     | 8位  |        |
| 1953-54  | セグンダ     | 16位 |        |

| シーズン | ディビジョン | 順位 | 国王杯 |
| -------- | ------------ | ---- | ------ |
| 1954-55  | テルセーラ   | 1位  |        |
| 1955-56  | テルセーラ   | 2位  |        |
| 1956-57  | テルセーラ   | 1位  |        |
| 1957-58  | テルセーラ   | 1位  |        |
| 1958-59  | テルセーラ   | 1位  |        |
| 1959-60  | セグンダ     | 1位  |        |
| 1960-61  | プリメーラ   | 9位  |        |
| 1961-62  | プリメーラ   | 11位 |        |
| 1962-63  | プリメーラ   | 13位 |        |
| 1963-64  | セグンダ     | 3位  |        |
| 1964-65  | セグンダ     | 1位  |        |
| 1965-66  | プリメーラ   | 15位 |        |
| 1966-67  | セグンダ     | 5位  |        |
| 1967-68  | セグンダ     | 4位  |        |
| 1968-69  | セグンダ     | 3位  |        |
| 1969-70  | プリメーラ   | 15位 |        |
| 1970-71  | セグンダ     | 9位  |        |
| 1971-72  | セグンダ     | 12位 |        |
| 1972-73  | セグンダ     | 10位 |        |
| 1973-74  | セグンダ     | 11位 |        |

| シーズン | ディビジョン | 順位 | 国王杯 |
| -------- | ------------ | ---- | ------ |
| 1974-75  | セグンダ     | 17位 |        |
| 1975-76  | テルセーラ   | 9位  |        |
| 1976-77  | テルセーラ   | 3位  |        |
| 1977-78  | セグンダB    | 18位 |        |
| 1978-79  | テルセーラ   | 13位 |        |
| 1979-80  | テルセーラ   | 1位  |        |
| 1980-81  | セグンダB    | 1位  |        |
| 1981-82  | セグンダ     | 6位  |        |
| 1982-83  | セグンダ     | 3位  |        |
| 1983-84  | プリメーラ   | 17位 |        |
| 1984-85  | セグンダ     | 7位  |        |
| 1985-86  | セグンダ     | 3位  |        |
| 1986-87  | プリメーラ   | 6位  |        |
| 1987-88  | プリメーラ   | 18位 |        |
| 1988-89  | セグンダ     | 4位  |        |
| 1989-90  | プリメーラ   | 10位 |        |
| 1990-91  | プリメーラ   | 15位 |        |
| 1991-92  | プリメーラ   | 20位 |        |
| 1992-93  | セグンダ     | 4位  |        |
| 1993-94  | セグンダ     | 5位  |        |

| シーズン | ディビジョン | 順位 | 国王杯       |
| -------- | ------------ | ---- | ------------ |
| 1994-95  | セグンダ     | 12位 | 準々決勝敗退 |
| 1995-96  | セグンダ     | 3位  | 2回戦敗退    |
| 1996-97  | セグンダ     | 3位  | 2回戦敗退    |
| 1997-98  | プリメーラ   | 5位  | 準優勝       |
| 1998-99  | プリメーラ   | 3位  | 準々決勝敗退 |
| 1999-00  | プリメーラ   | 10位 | 2回戦敗退    |
| 2000-01  | プリメーラ   | 3位  | 準々決勝敗退 |
| 2001-02  | プリメーラ   | 16位 | ラウンド16   |
| 2002-03  | プリメーラ   | 9位  | 優勝         |
| 2003-04  | プリメーラ   | 11位 | 3回戦敗退    |
| 2004-05  | プリメーラ   | 17位 | 3回戦敗退    |
| 2005-06  | プリメーラ   | 13位 | 3回戦敗退    |
| 2006-07  | プリメーラ   | 12位 | ラウンド16   |
| 2007-08  | プリメーラ   | 7位  | 準々決勝敗退 |
| 2008-09  | プリメーラ   | 9位  | 準決勝敗退   |
| 2009-10  | プリメーラ   | 5位  | 準々決勝敗退 |
| 2010-11  | プリメーラ   | 17位 | ラウンド16   |
| 2011-12  | プリメーラ   | 8位  | 準々決勝敗退 |
| 2012-13  | プリメーラ   | 18位 | ラウンド16   |
| 2013-14  | セグンダ     | 17位 | 2回戦敗退    |

| シーズン | ディビジョン | 順位 | 国王杯     |
| -------- | ------------ | ---- | ---------- |
| 2014-15  | セグンダ     | 16位 | 2回戦敗退  |
| 2015-16  | セグンダ     | 17位 | 2回戦敗退  |
| 2016-17  | セグンダ     | 20位 | 3回戦敗退  |
| 2017-18  | セグンダB    | 1位  | 2回戦敗退  |
| 2018-19  | セグンダ     | 5位  | ラウンド32 |
| 2019-20  | プリメーラ   | 19位 | ラウンド32 |
| 2020-21  | セグンダ     | 2位  | 2回戦敗退  |
| 2021-22  | プリメーラ   | 16位 | ベスト8    |
| 2022-23  | プリメーラ   | 9位  | ベスト16   |
| 2023-24  | プリメーラ   | 15位 | 準優勝     |
| 2024-25  | プリメーラ   |      | ベスト32   |

2024-25含む
- 32シーズン - プリメーラ・ディビシオン
- 37シーズン - セグンダ・ディビシオン
- 3シーズン - セグンダ・ディビシオンB
- 12シーズン - テルセーラ・ディビシオン
- 7シーズン - 地域リーグ

## 現所属メンバー
2024年9月1日現在
注：選手の国籍表記はFIFAの定めた代表資格ルールに基づく。
| No. | Pos. |            | 選手名                  |
| --- | ---- | ---------- | ----------------------- |
| 1   | GK   | スロバキア | ドミニク・グレイフ      |
| 2   | DF   | スペイン   | マテウ・モレイ          |
| 3   | DF   | スペイン   | トニ・ラト              |
| 5   | MF   | スペイン   | オマール・マスカレル () |
| 6   | DF   | スペイン   | ホセ・マヌエル・コペテ  |
| 7   | FW   | コソボ     | ヴェダト・ムリキ ()     |
| 8   | MF   | スペイン   | マヌ・モルラネス        |
| 9   | FW   | スペイン   | アブドン (第3主将)      |
| 10  | MF   | スペイン   | セルジ・ダルデル        |
| 11  | FW   | 日本       | 浅野拓磨 ★              |
| 12  | MF   | ポルトガル | サム・コスタ            |
| 13  | GK   | スペイン   | レオ・ロマン            |

| No. | Pos. |            | 選手名                               |
| --- | ---- | ---------- | ------------------------------------ |
| 14  | MF   | スペイン   | ダニ・ロドリゲス (副主将)            |
| 16  | MF   | スペイン   | バレリー・フェルナンデス             |
| 17  | FW   | カナダ     | サイル・ラリン () ★                  |
| 18  | MF   | スペイン   | アントニオ・サンチェス               |
| 20  | FW   | ポルトガル | シキーニョ・タバレス                 |
| 21  | DF   | スペイン   | アントニオ・ライージョ               |
| 22  | DF   | コロンビア | ホアン・モヒカ                       |
| 23  | DF   | スペイン   | パブロ・マフェオ                     |
| 24  | DF   | スロバキア | マルティン・ヴァルイェント (第3主将) |
| 25  | GK   | スペイン   | イバン・クエジャル                   |
| 27  | FW   | スペイン   | ロベルト・ナバーロ                   |
| 32  | DF   | スペイン   | ダビド・ロペス・ギハーロ             |

※括弧内の国旗はその他保有国籍、もしくは市民権、星印はEU圏外選手枠を示す。

### リザーブチーム
注：選手の国籍表記はFIFAの定めた代表資格ルールに基づく。
| No. | Pos. |          | 選手名           |
| --- | ---- | -------- | ---------------- |
| 28  | MF   | スペイン | ファン・サラス   |
| 30  | FW   | スペイン | マルク・ドメネク |

| No. | Pos. |              | 選手名           |
| --- | ---- | ------------ | ---------------- |
| 31  | GK   | スペイン     | ペレ・ガルシア   |
| 39  | DF   | イングランド | セバス・ウェイド |

### ローン選手
in
注：選手の国籍表記はFIFAの定めた代表資格ルールに基づく。
| No. | Pos. |          | 選手名                   |
| --- | ---- | -------- | ------------------------ |
| 16  | MF   | スペイン | バレリー・フェルナンデス |

| No. | Pos. |            | 選手名               |
| --- | ---- | ---------- | -------------------- |
| 20  | FW   | ポルトガル | シキーニョ・タバレス |

out
注：選手の国籍表記はFIFAの定めた代表資格ルールに基づく。
| No. | Pos. |          | 選手名                                          |
| --- | ---- | -------- | ----------------------------------------------- |
| --  | DF   | ベルギー | シーベ・ファン・デル・ヘイデン (ザンクトパウリ) |
| --  | FW   | スペイン | ハビ・ジャブレス (エルデンセ)                   |

| No. | Pos. |            | 選手名                      |
| --- | ---- | ---------- | --------------------------- |
| --  | MF   | コロンビア | ダニエル・ルナ (カルタヘナ) |

### スタッフ
| 役職               | 氏名                               |
| ------------------ | ---------------------------------- |
| 監督               | ハゴバ・アラサテ                   |
| アシスタントコーチ | ビトール・アルキサ・フェルナンデス |
| GKコーチ           | ルイス・ビセンテ・デ・ミゲル       |
| フィジカルコーチ   | セルジ・ペレス                     |
| フィジカルコーチ   | ミゲル・アルティゲス               |
| アナリスト         | シスコ・カンポス                   |
| アナリスト         | シム・ロペス                       |

## 歴代監督
| 年        | 名前                            |
| --------- | ------------------------------- |
| 1966      | エクトル・リアル                |
| 2000-2001 | ルイス・アラゴネス              |
| 2001      | ベルント・クラウス              |
| 2001-2002 | セルギイェ・クレシッチ          |
| 2002      | トメウ・ジョンパルト            |
| 2002-2003 | グレゴリオ・マンサーノ          |
| 2003      | ジャイメ・パシェコ              |
| 2003      | トメウ・ジョンパルト (暫定)     |
| 2003-2004 | ルイス・アラゴネス              |
| 2004      | ベニート・フローロ              |
| 2004      | トメウ・ジョンパルト (暫定)     |
| 2004-2006 | エクトル・クーペル              |
| 2006-2010 | グレゴリオ・マンサーノ          |
| 2010-2011 | ミカエル・ラウドルップ          |
| 2011      | ミゲル・アンヘル・ナダル (暫定) |
| 2011-2013 | ホアキン・カパロス              |
| 2013      | グレゴリオ・マンサーノ          |
| 2013-2014 | ホセ・ルイス・オルトラ          |
| 2014      | ジュイス・カレーラス            |
| 2014      | ハビエル・オライソラ (暫定)     |
| 2014      | ミケル・ソレール                |
| 2014-2015 | ヴァレリー・カルピン            |
| 2015      | ミケル・ソレール                |
| 2015      | アルベルト・フェレール          |
| 2015-2016 | ペペ・ガルベス                  |
| 2016      | フェルナンド・バスケス          |
| 2016-2017 | ハビエル・オライソラ            |
| 2017-2020 | ビセンテ・モレノ                |
| 2020-2022 | ルイス・ガルシア・プラサ        |
| 2022-2024 | ハビエル・アギーレ              |
| 2024-     | ハゴバ・アラサテ                |

## 歴代所属選手

### GK
- アントニ・ラマレッツ 1944-1946
- パコ・ブーヨ 1975-1976
- ボグダン・ステレア 1991-1993
- カルロス・ロア 1997-2002
- レオ・フランコ 1999-2004
- サンデル・ヴェステルフェルト 2004-2005
- ミゲル・アンヘル・モジャ 2004-2009
- ヘルマン・ルクス 2007-2011
- マノロ・レイナ 2017-2021
- ドミニク・グレイフ 2021-
- レオ・ロマン 2021-
- セルヒオ・リコ 2022
- プレドラグ・ライコヴィッチ 2022-2024

### DF
| - イシドロ・サン・ホセ 1986-1987 - ミゲル・アンヘル・ナダル 1986-1991, 1999-2005 - ドゥシャン・ペトコヴィッチ 1996 - マルセリーノ 1996-1999 - イバン・カンポ 1997-1998 - エンリケ・ロメロ 1997-1998 | - ローレン・エタメ・マイヤー 1998-2000 - パトリック・ミュラー 2004 - イバン・ラミス 2004-2012 - フェルナンド・ナバーロ 2005-2008 - ダビド・ナバーロ 2007-2008 - ホセミ 2008-2010 - アントニオ・ライージョ 2016- | - シスコ・カンポス 2017-2020 - アンへリーニョ 2017 - ペルビス・エストゥピニャン 2018-2019 - マルティン・ヴァルイェント 2019- - アレクサンダル・セドラル 2019-2022 - マティヤ・ナスタシッチ 2022- - パブロ・マフェオ 2021- |

### MF
| - チュス・ペレダ 1970-1972 - ロベルト・マリナ 1990-1992 - パコ・ソレール 1991-2004 - ゴラン・ミロイェヴィッチ 1992-1995 - クイントン・フォーチュン 1995-1996 - ヨヴァン・スタンコヴィッチ 1996-2001, 2003-2004 - ファン・カルロス・バレロン 1997-1998 - アリエル・イバガサ 1998-2003, 2006-2008 - フィニディ・ジョージ 2000-2001, 2003-2004 - ゴンサーロ・コルサ 2003-2004 - フアン・アランゴ 2004-2009 - フェリペ・メロ 2005 | - クリスティアーノ・ドニ 2005-2006 - ボルハ・フェルナンデス 2005-2006 - ホナス・グティエレス 2005-2008 - アンゲロス・バシナス 2006-2008 - ホセ・マヌエル・フラド 2008-2009 - ジョナサン・デ・グズマン 2010-2011 - 家長昭博 2011.1-2014.1 - トーマス・パーテイ 2013-2014 - マルコ・アセンシオ 2013-2014, 2014-2015 - サルバ・セビージャ 2017-2022 | - ダニ・ロドリゲス 2018- - イドリス・ババ 2018-2023 - アントニオ・サンチェス 2019- - ルイス・デ・ガラレタ 2019-2023 - ルカ・ロメロ 2019-2021 - アレックス・フェバス 2019-2022 - 久保建英 2019-2020, 2021-2022 - 奇誠庸 2019-2020 - 李康仁 2021-2023 - クレマン・グルニエ 2022-2023 - セルジ・ダルデル 2023- - サムエル・コスタ 2023- |

### FW
| - ジェリー・アームストロング 1983-1985 - フアン・サンチェス 1993-1994 - マイケル・オビク 1996-1997 - アルベルト・ルケ 1997-1999, 2000-2002 - サンティアゴ・エスケーロ 1998 - ヴェリコ・パウノヴィッチ 1998-1999, 2001-2002 - ディエゴ・トリスタン 1999-2000, 2006-2007 - ダニ・グイサ 1999-2002, 2007-2008 - フィニディ・ジョージ 2000-2001 | - サミュエル・エトオ 2000-2004 - ベルナルド・ロメオ 2004-2005 - ルイス・ガルシア・フェルナンデス 2004-2005 - 大久保嘉人 2005-2006 - マキシ・ロペス 2006-2007 - アルハッサン・ケイタ 2008-2010 - トメル・ヘメド 2011-2014 - アブドン・プラツ 2012-2015, 2017- | - ジェラール・モレノ 2013-2014 - ラゴ・ジュニオール 2016-2022 - アンテ・ブディミル 2019-2021 - アマト・エンディアイエ 2020-2023 - ヴェダト・ムリキ 2022, 2022- - サイル・ラリン 2023- - 浅野拓磨 2024- |